# Lotella
Lotella is een geslacht van straalvinnige vissen uit de familie van diepzeekabeljauwen (Moridae).

## Soorten
- Lotella fernandeziana Rendahl, 1921.
- Lotella fuliginosa Günther, 1862.
- Lotella phycis (Temminck & Schlegel, 1846).
- Lotella rhacina (Forster, 1801).
- Lotella schuettei Steindachner, 1866.
- Lotella tosaensis (Kamohara, 1936).